# Запата Ранч (Тексас)
Запата Ранч (енгл. Zapata Ranch) насељено је место без административног статуса у америчкој савезној држави Тексас.

## Демографија
По попису из 2010. године број становника је 108, што је 20 (22,7%) становника више него 2000. године.
| Група             | 2000.      | 2010.       |
| Белци             | 14 (15,9%) | 2 (1,9%)    |
| Афроамериканци    | 3 (3,4%)   | 0 (0,0%)    |
| Азијати           | 0 (0,0%)   | 0 (0,0%)    |
| Хиспаноамериканци | 71 (80,7%) | 106 (98,1%) |
| Укупно            | 88         | 108         |